# Le Diable boiteux (opéra)
Pour les articles homonymes, voir Le Diable boiteux.
Le Diable boiteux est un opéra de chambre du compositeur français Jean Françaix créé en 1938 à Paris. L'histoire est adaptée du roman homonyme de l'écrivain français du XVIIIe siècle, Alain-René Lesage. 

## Historique

### Genèse et création
Invité régulièrement chez Winnaretta Singer, la « Princesse Blanche de Polignac », le compositeur y écrit Le Diable boiteux en 1937. Il compose sa partition, commandée et financée par la mécène, au même moment que Francis Poulenc, qui fréquente le même salon, y écrit pour elle son Concerto pour orgue, cordes et timbales, créé le 16 décembre 1938.
Le Diable boiteux est représenté chez la mécène en privé pour la première fois le 20 juin 1938. Il y est dirigé par le professeur de musique de Jean Françaix, Nadia Boulanger. L'ouvrage plaît à son entourage qui fréquente le même salon : Francis Poulenc lui écrit la même année pour le féliciter pour son « merveilleux Diable dont tout le monde m’a parlé avec tant d’enthousiasme ».

### Postérité
La même année, l'opéra est retransmis à la BBC, le 4 novembre. Dans les années qui suivent, l'opéra est joué à l'international, avec le ténor suisse Hugues Cuénod, qui chante régulièrement l'ouvrage. L'opéra est monté avec grand succès à Palerme en avril 1942. L'ouvrage est représenté au Carnegie Hall de New York en novembre 1950 sous la direction de Frédéric Waldman, où l'accueil du public est particulièrement favorable. Maurice Gendron adapte la musique de l'opéra dans une Rondino staccato, pour violoncelle et piano en 1953. En 1963, une version concert est diffusée sur la radio CJBR du Canada. L'année d'après, l'ouvrage est joué à Naples, qui reçoit un très bon accueil du public, ainsi qu'à Maastricht et Bruxelles.
Le Diable boiteux est joué en 2012, lors d'événements autour du centenaire du compositeur, aux États-Unis au Festival de Norfolk. En 2017, l'opéra est représenté au Festival Offenbach d'Étretat dans un concert en hommage au compositeur commenté par Benoît Duteurtre, avec Yves Coudray et Ronan Debois, accompagnés par Nina Uhari. 

## Description
Le Diable boiteux est le premier des cinq opéras de Jean Françaix, opéra-comique de chambre d'une durée d'environ vingt minutes. Il est prévu pour ténor, basse et petit orchestre. Les deux personnages sont le Diable, ténor, et Don Cléophas Zambullo, basse. La partition est publiée par Schott.

### Résumé

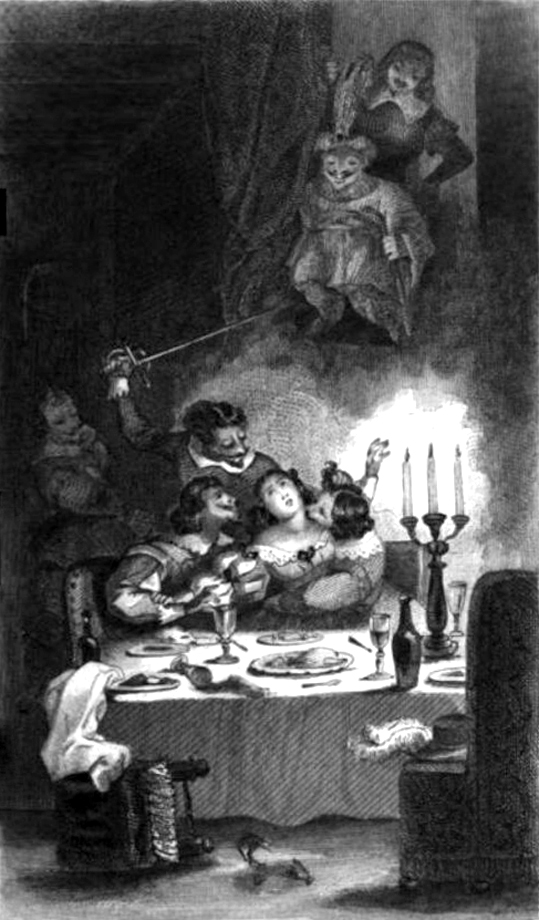
Illustration du Diable boiteux d'Alain-René Lesage, 1845

Don Cléophas Zambullo délivre un démon prisonnier d’une bouteille. En récompense du service rendu, Zambullo se voit convié à une promenade nocturne au-dessus des toits de la ville, lesquels, à l’instigation du démon, se soulèvent pour révéler les secrets des habitants.

### Structure
1. « C'est la nuit à Madrid »
2. « Oh ! À moi, à moi, à moi ! »
3. « Un petit corps »
4. « Nos deux voyageurs »
5. « Quel homme est en cette prison désolée ? »
6. « Oh ! Le ravissant concert »
7. « Le ciel se remplit de femmes »
8. « Ciel ! Hélas ! »

## Enregistrements
- Le Diable boiteux, Véga, Kobalt, 1957. Dirigé par le compositeur, avec Hugues Cuénod en Le Diable, Doda Conrad en Don Cléophas Zambullo. L'opéra est notamment suivi de La Cantate De Méphisto.
- Sur The art of Maurice Gendron, Phonogram international, 1994.